# Paneeraq Olsen
Paneeraq Olsen (født 26. december 1958 i Sisimiut) er en grønlands politiker (Naleraq) og embedsmand. Hun var naalakkersuisoq for børn, unge og familier i Naalakkersuisut (Landsstyret) 2021-2022.

## Politisk karriere
Paneeraq Olsen blev valgt til Inatsisartut (Landstinget) og kommunalbestyrelsen i Qeqqata Kommune ved valgene i 2021. Hun fik 99 stemmer ved valget til Inatsisartut.
27. september 2021 blev Olsen udnævnt til naalakkersuisoq for børn, unge og familier hvor hun afløste Mimi Karlsen (IA) som midlertidig havde varetaget posten siden Eqaluk Høegh (IA) havde trukket sig fra Naalakkersuisut af helbredsmæssige årsager måneden forinden.

## Uddannelse og erhvervskarriere
Olsen er student fra Qeqqani Ilinniarnertuunngorniarfik (Midtgrønlands Gymnasiale Skole) i Nuuk 1992 og cand.scient.adm fra Ilisimatusarfik (Grønlands Universitet), Nuuk 1999.
Hun var ministersekræter for Hans Enoksen fra 2001 til 2004. Olsen var kommunaldirektør i den daværende Sisimiut Kommune fra 2004 til 2008, og efter Grønlands kommunalreform kommunaldirektør i Qeqqata Kommune fra 2009 til 2019.